# CeDell Davis
CeDell Davis (9. června 1926 – 27. září 2017) byl americký bluesový zpěvák a kytarista.

## Život
Narodil se v arkansaském městě Helena do rodiny, která pracovala na zdejší plantáži. Od dětství hrál v kamarády na kytaru. Ve věku deseti let dostal obrnu, kvůli čemuž mu částečně znecitlivěla pravá ruka. Následně začal na kytaru hrát opačně (jako levák). V důsledku toho hendikepu však nemohl pravou ruku používat ani na hmatníku, což ho dovedlo k vytvoření vlastního stylu hry. V pravé ruce držel máslový nůž, jímž stlačoval struny podobně jako při stylu slide guitar (struny se v tomto stlačují kovovovu či skleněnou trubičkou). V roce 1953 se stal členem kapely zpěváka a kytaristy Roberta Nighthawka, v jehož kapele zůstal deset let. Během koncertu v roce 1957 proběhla policejní razie, během níž se publikum v panice natlačilo na Davise. Během incidentu si zlomil obě nohy a následně zůstal po dobu tří měsíců v nemocnici. Zbytek života byl donucen strávit na invalidním vozíku. V následujících dekádách se věnoval pouze koncertování. Své první sólové album Feel Like Doin' Something Wrong vydal v roce 1994. Později vydal několik dalších alb. Dne 24. září 2017 byl hospitalizován kvůli infarktu myokardu a o tři dny později v nemocnici ve věku 91 let zemřel. Až do roku 2017 se věnoval veřejnému vystupování.